# Oman Oil Company
Oman Oil Company S.A.O.C. (OOC) est la seconde compagnie pétrolière omanaise après Petroleum Development Oman.  

## Historique
Le projet de création d'une seconde compagnie a été lancé par le gouvernement du sultanat d'Oman en 1992 afin de favoriser les investissements privés à Oman et diversifier l'économie omanaise. La compagnie a été officiellement créée en 1996 et a des intérêts sur des projets pétroliers et parapétroliers à Oman et à l'étranger.Oman Oil Company a une stratégie alignée sur la vision du projet Sultanat 2020.C'est un programme de développement économique qui vise à parvenir à un développement durable, diversifié et une économie mondialisée d'ici l'an 2020. Pour cela, Oman Oil Company a pour mission d'identifier les opportunités d'investissement stratégiques et participer à des coentreprises principalement, mais pas exclusivement, dans le secteur énergétique mondial.
La société, détenue par le gouvernement d'Oman, est basée à Mascate. Depuis septembre 2014, son président-directeur général est l’ingénieur Isam ben Saoud Al Zadjali.
Le 12 avril 2017, la direction d'Oman Oil et celle de la société koweïtienne Kuwait Petroleum International annoncent avoir signé un partenariat afin de développer la raffinerie et le complexe pétrochimique de Duqm situés au sultanat d'Oman. Grâce à cet accord, la future raffinerie devrait atteindre alors une capacité de 230 000 barils par jour.
En octobre 2017, le ministère du Pétrole et du gaz du sultanat d'Oman, annonce que la production a commencé au champ géant de gaz Khazzan. Ce champ est exploité par la compagnie britannique BP en partenariat avec Oman Oil Company Exploration and Production.

## Production
L'Oman Oil Company produit près d'un million de barils de pétrole brut par jour.

## Scandale
En février 2014, al-Wahaibi, son président-directeur général depuis août 2013, est jugé par la Cour de première instance de Muscat pour abus de pouvoir, blanchiment d'argent et pour avoir accepté des pots-de-vin. Il est condamné à une peine de prison de 23 ans.

## Siège social
Son siège social est situé à Mascate, capitale du sultanat d'Oman (P.O. Box 261 Muscat, 118 Oman).

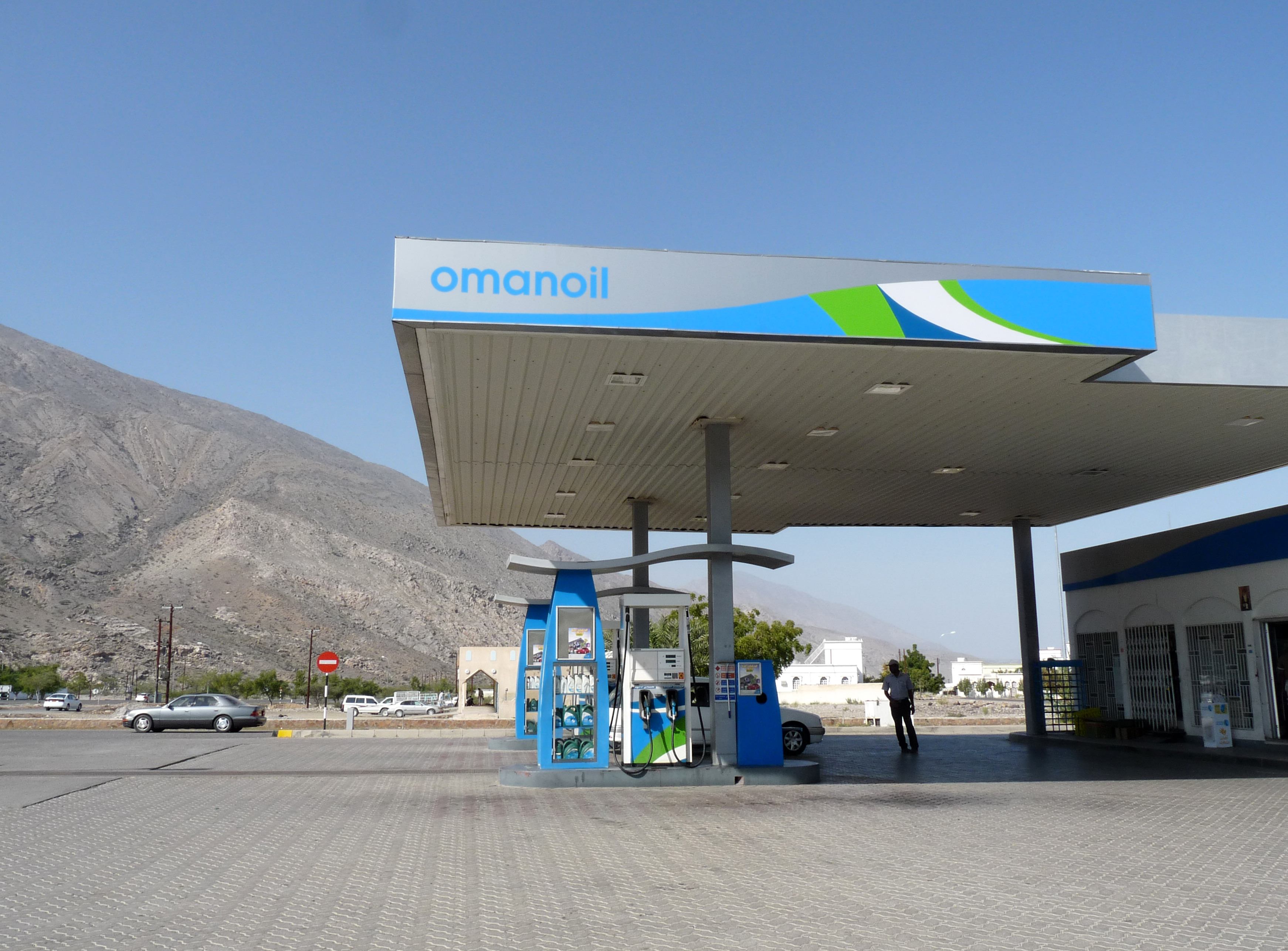
Station-service Oman Oil (Al Batinah).